# Europska zelena stranka
Europska zelena stranka (engl. European Green Party, skraćeno EGP) europska je politička stranka koja zastupa zelenu politiku u Europskoj uniji. Sastoji se od nacionalnih zelenih stranaka država članica EU.
Članovi EGP dio su kluba zastupnika Zeleni - Europski slobodni savez (Greens/EFA) u Europskom parlamentu, koji pored EGP-a čine i eurostranke Europski slobodni savez (EFA), Europska piratska stranka, te Volt Europa.
Zelene stranke su dio vlade osam europskih država: Austrije (Zeleni), Belgije (Groen i Ecolo), Bugarske (Zeleni pokret), Njemačke (Savez 90/Zeleni), Irske (Stranka zelenih), Latvije (Progresivci), Poljske (Zieloni/Građanska koalicija), te Španjolske (Catalunya en Comú i Sumar).

## Ideologija
Europski zeleni posvetili su se osnovnim načelima zelene politike, a to su ekološka odgovornost, borba protiv klimatskih promjena, individualna sloboda, uključiva demokracija, promicanje različitosti, socijalna pravda, jednakost spolova, globalni održivi razvoj i nenasilje.

## Vodstvo
Vodstvo Europske zelene stranke predstavlja Komitet, koji čine dva supredsjedatelja stranke (jedan muškarac i jedna žena), glavni tajnik, blagajnik stranke, te još pet članova.
Supresjedatelji Europske zelene stranke:
| Mandat        | Supredsjedatelji                    | Supredsjedatelji                    | Supredsjedatelji                              | Supredsjedatelji                    |
| ------------- | ----------------------------------- | ----------------------------------- | --------------------------------------------- | ----------------------------------- |
| 2003. – 2006. |                                     | Grazia Francescato Italija – Verdí  |                                               | Pekka Haavisto Finska – Zelena liga |
| 2006. – 2009. |                                     | Ulrike Lunacet Austrija – Zeleni    |                                               | Philippe Lamberts Belgija – Ecolo   |
| 2009. – 2012. |                                     | Monica Frassoni Italija – Verdí     |                                               | Philippe Lamberts Belgija – Ecolo   |
| 2012. – 2019. |                                     | Monica Frassoni Italija – Verdí     | Reinhard Bütikofer Njemačka – Savez 90/Zeleni |                                     |
| 2019. – 2022. | Evelyne Huytebroeck Belgija – Ecolo | Evelyne Huytebroeck Belgija – Ecolo |                                               | Thomas Waitz Austrija – Zeleni      |
| 2022. – danas |                                     | Mélanie Vogel Francuska – Ekolozi   |                                               | Thomas Waitz Austrija – Zeleni      |

## Članice

### Punopravne članice
| Država                 | Država                                 | Stranka                                 | Stranka                                     | Status             |
| ---------------------- | -------------------------------------- | --------------------------------------- | ------------------------------------------- | ------------------ |
| Albanija               | Albanija                               | Zelena stranka Albanije (PGJ)           | Zelena stranka Albanije (PGJ)               | izvanparlamentarna |
| Austrija               | Austrija                               |                                         | Zeleni (GRÜNE)                              | vladajuća          |
| Belgija                | Flamanska zajednica                    |                                         | Groen                                       | vladajuća          |
| Belgija                | Francuska zajednica Njemačka zajednica |                                         | Ecolo                                       | vladajuća          |
| Bugarska               | Bugarska                               | Zeleni pokret                           | Zeleni pokret                               | izvanparlamentarna |
| Hrvatska               | Hrvatska                               |                                         | Možemo!                                     | oporba             |
| Češka                  | Češka                                  |                                         | Zelena stranka (Zelení)                     | izvanparlamentarna |
| Cipar                  | Cipar                                  | Pokret ekologa (KOSP)                   | Pokret ekologa (KOSP)                       | vladajuća          |
| Danska                 | Danska                                 | Zelena ljevica (SF)                     | Zelena ljevica (SF)                         | oporba             |
| Estonija               | Estonija                               | Estonski zeleni (EER)                   | Estonski zeleni (EER)                       | izvanparlamentarna |
| Finska                 | Finska                                 |                                         | Zelena liga (Vihr)                          | oporba             |
| Francuska              | Francuska                              | Ekolozi (LE)                            | Ekolozi (LE)                                | oporba             |
| Gruzija                | Gruzija                                |                                         | Stranka zelenih Gruzije                     | izvanparlamentarna |
| Njemačka               | Njemačka                               |                                         | Zeleni/Savez 90                             | vladajuća          |
| Grčka                  | Grčka                                  | Ekološki zeleni                         | Ekološki zeleni                             | izvanparlamentarna |
| Irska                  | Irska                                  |                                         | Zelena stranka                              | vladajuća          |
| Italija                | cijela Italija                         |                                         | Zelena Europa                               | oporba             |
| Italija                | Južni Tirol                            |                                         | Zeleni                                      | izvanparlamentarna |
| Latvija                | Latvija                                |                                         | Progresivci (PRO)                           | vladajuća          |
| Litva                  | Litva                                  |                                         | Savez demokrata "Za Litvu" (DSVL)           | oporba             |
| Luksemburg             | Luksemburg                             |                                         | Zeleni                                      | oporba             |
| Malta                  | Malta                                  | AD+PD                                   | AD+PD                                       | izvanparlamentarna |
| Moldavija              | Moldavija                              | Ekološka zelena stranka                 | Ekološka zelena stranka                     | izvanparlamentarna |
| Crna Gora              | Crna Gora                              |                                         | Ujedinjena reformska akcija (URA)           | oporba             |
| Nizozemska             | Nizozemska                             |                                         | GroenLinks (GL)                             | oporba             |
| Sjeverna Makedonija    | Sjeverna Makedonija                    | Demokratska obnova Makedonije (DOM)     | Demokratska obnova Makedonije (DOM)         | potpora vladi      |
| Norveška               | Norveška                               |                                         | Zelena stranka (MDG)                        | oporba             |
| Poljska                | Poljska                                | Zeleni                                  | Zeleni                                      | vladajuća          |
| Portugal               | Portugal                               |                                         | LIVRE                                       | oporba             |
| Portugal               | Portugal                               | Zeleni (PEV)                            | Zeleni (PEV)                                | izvanparlamentarna |
| Rumunjska              | Rumunjska                              |                                         | Zelena stranka                              | izvanparlamentarna |
| Slovenija              | Slovenija                              |                                         | Stranka mladih – Zeleni Europe (SMS-Zeleni) | izvanparlamentarna |
| Španjolska             | Španjolska                             |                                         | Zeleni Equo (VQ)                            | izvanparlamentarna |
| Španjolska             | Španjolska                             |                                         | Zelena ljevica (EV)                         | vladajuća          |
| Švedska                | Švedska                                | Stranka okoliša (MP)                    | Stranka okoliša (MP)                        | potpora vladi      |
| Švicarska              | Švicarska                              | Zelena stranka Švicarske                | Zelena stranka Švicarske                    | oporba             |
| Ukrajina               | Ukrajina                               |                                         | Stranka zelenih Ukrajine (PZU)              | izvanparlamentarna |
| Ujedinjeno Kraljevstvo | Engleska Wales                         | Zelena stranka Engleske i Walesa (GPEW) | Zelena stranka Engleske i Walesa (GPEW)     | oporba             |
| Ujedinjeno Kraljevstvo | Škotska                                |                                         | Škotski zeleni                              | izvanparlamentarna |

### Pridružene članice
| Država      | Država      | Stranka                        | Stranka                        | Status             |
| ----------- | ----------- | ------------------------------ | ------------------------------ | ------------------ |
| Azerbajdžan | Azerbajdžan | Azerbejdžanska zelena stranka  | Azerbejdžanska zelena stranka  | izvanparlamentarna |
| Hrvatska    | Hrvatska    | Održivi razvoj Hrvatske – ORaH | Održivi razvoj Hrvatske – ORaH | izvanparlamentarna |
| Finska      | Finska      | Održiva inicijativa (Hi)       | Održiva inicijativa (Hi)       | izvanparlamentarna |
| Mađarska    | Mađarska    |                                | Dijalog (PM)                   | oporba             |
| Portugal    | Portugal    | Ljudi – Životinje – Priroda    | Ljudi – Životinje – Priroda    | oporba             |
| RUS         | RUS         | Savez Zelenih Rusije (C3P)     | Savez Zelenih Rusije (C3P)     | izvanparlamentarna |
| Slovenija   | Slovenija   | Vesna – Zelena stranka         | Vesna – Zelena stranka         | izvanparlamentarna |
| Španjolska  | Španjolska  |                                | Catalunya en Comú (CatEnComú)  | vladajuća          |
| Turska      | Turska      | Zeleno-lijeva stranka (YSP)    | Zeleno-lijeva stranka (YSP)    | oporba             |